# Agarista populifolia
Agarista populifolia là một loài thực vật có hoa trong họ Thạch nam. Loài này được (Lam.) Judd mô tả khoa học đầu tiên năm 1979.

## Hình ảnh

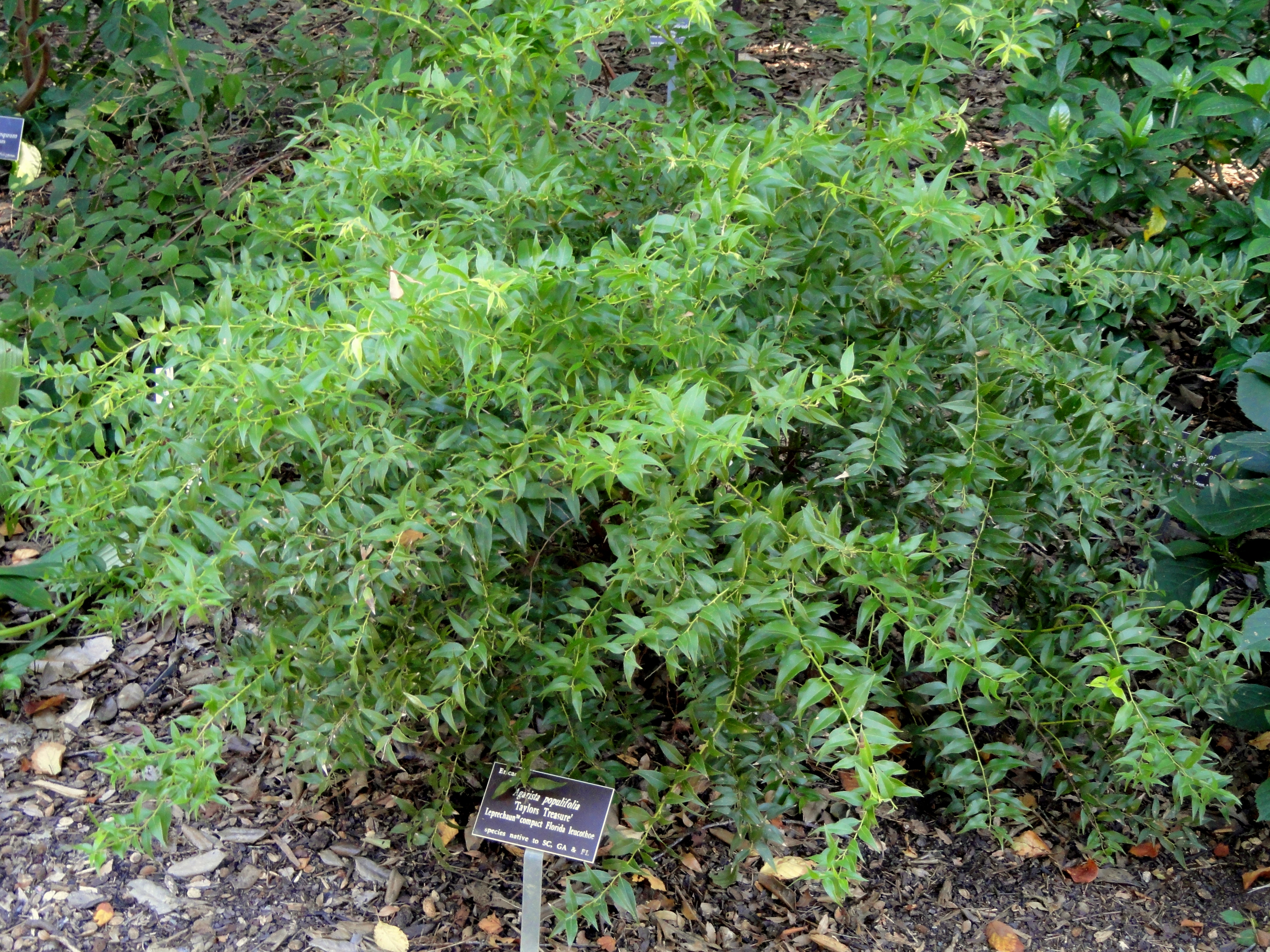
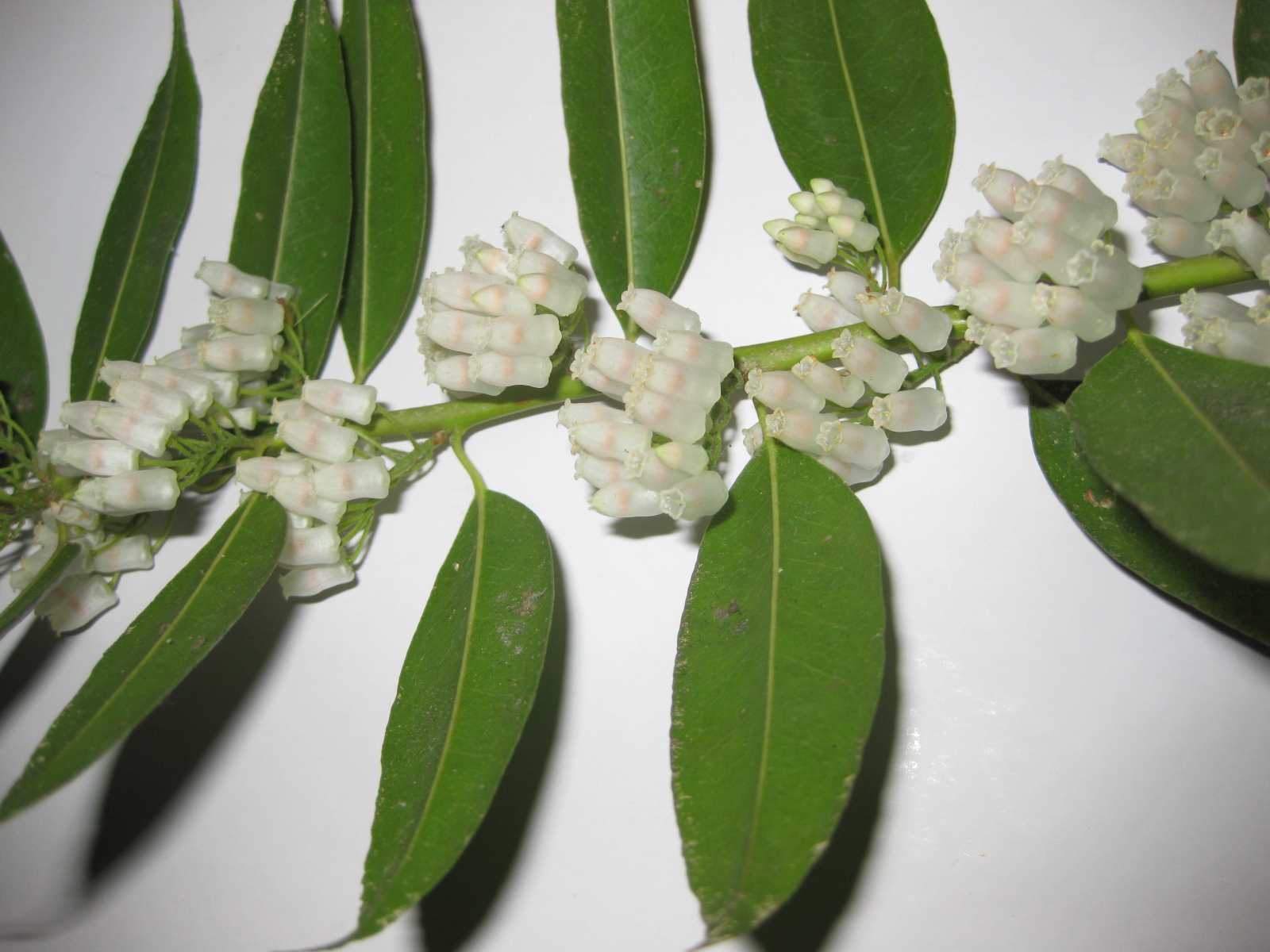
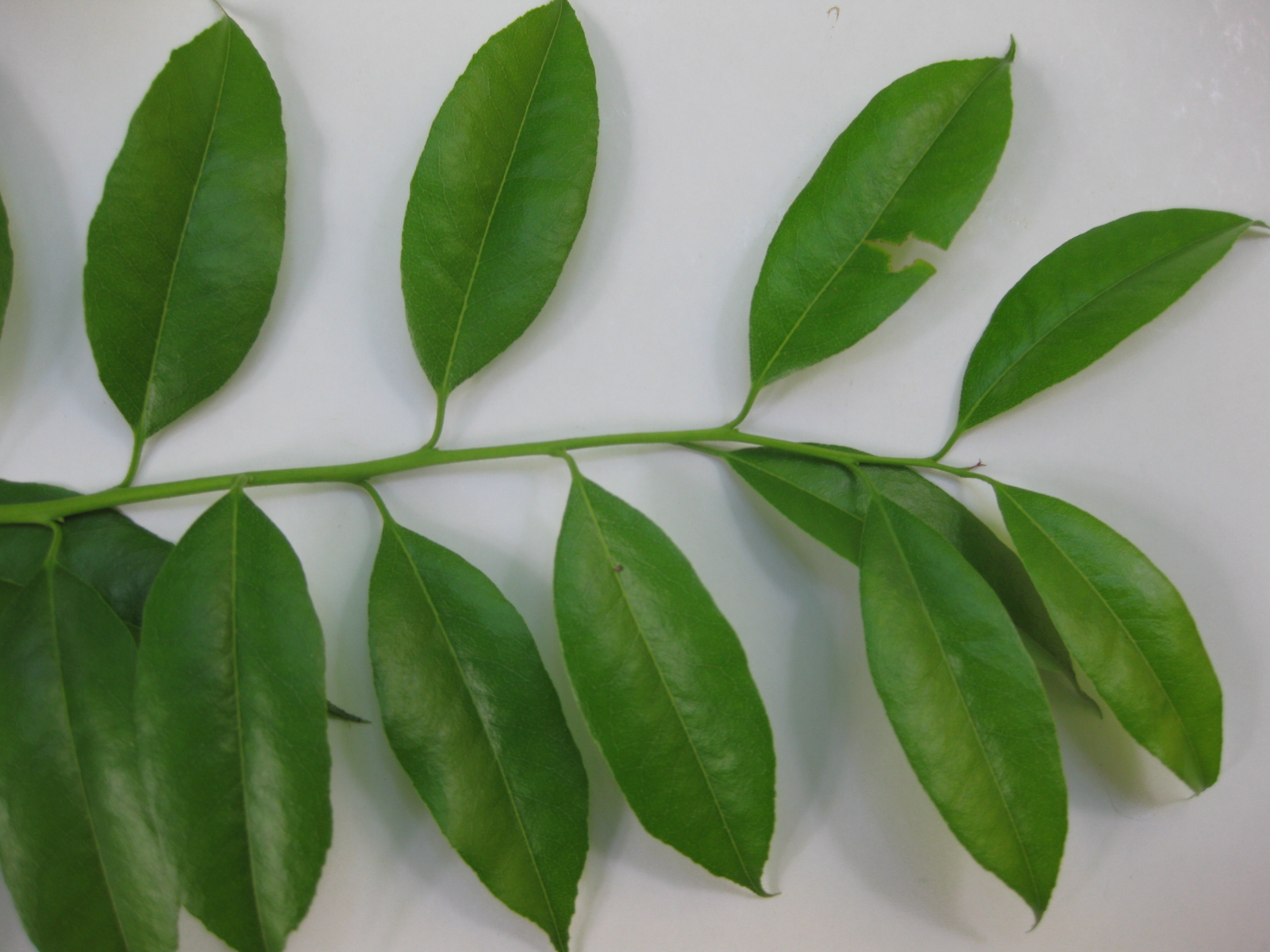